# 1160. grenadirski polk (Wehrmacht)
1160. grenadirski polk (izvirno nemško 1160. Grenadier-Regiment; kratica 1160. GR) je bil pehotni polk Heera v času druge svetovne vojne.

## Zgodovina
Polk je bil ustanovljen 26. avgusta 1944 kot sestavni del 567. ljudskogrenadirske divizije; še v času oblikovanja so polk preimenovali v 912. grenadirski polk.